# جان لودفيغ
جان لودفيغ (بالإنجليزية: Jan Ludvig)‏ هو لاعب هوكي الجليد أمريكي، ولد في 17 سبتمبر 1961 في ليبيريتس في التشيك.

## وصلات خارجية
- جان لودفيغ على موقع دوري الهوكي الوطني (الإنجليزية)
- جان لودفيغ على موقع EliteProspects.com (الإنجليزية)
- جان لودفيغ على موقع HockeyDB.com (الإنجليزية)
- جان لودفيغ على موقع Hockey-Reference.com (الإنجليزية)